# Darryl Worley

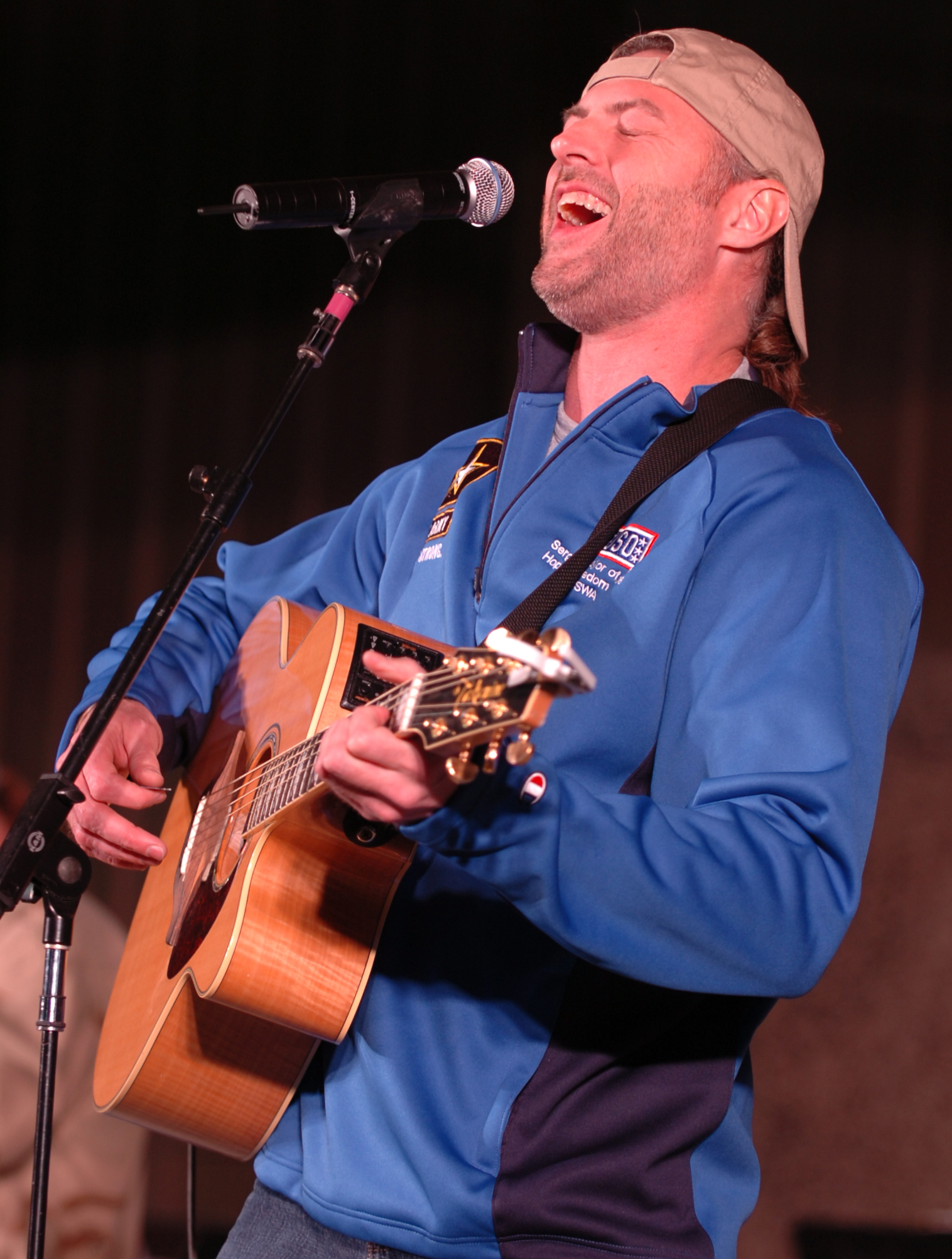
Darryl Worley (2006)

Darryl Worley (* 31. Oktober 1964 in Pyburn, Tennessee) ist ein US-amerikanischer Countrysänger.

## Karriere
Bevor Worley Countrymusiker wurde, machte er einen Abschluss in Biologie und arbeitete danach unter anderem als Lehrer. Seine Auftritte als Countrymusiker beschränkten sich auf die Wochenenden. Schließlich schloss er aber einen Vertrag mit einer Plattenfirma ab und wurde zum Vollzeitmusiker.
1999 ging er schließlich zu DreamWorks und im Jahr darauf erschien seine erste Single When You Need My Love. Sie wurde gleich ein ordentlicher Erfolg, ebenso wie sein Debütalbum Hard Rain Don't Last und drei weitere Auskopplungen aus dem Album.
Als zwei Jahre später sein zweites Album I Miss My Friend erschien, war seine Popularität so weit gestiegen, dass sowohl das Album als auch der gleichnamige Titelsong Platz 1 der jeweiligen Countrycharts eroberte und auch in den offiziellen Charts sehr erfolgreich war. Mit Album drei, das nicht einmal ein Jahr später erschien, gelang ihm dasselbe Kunststück, Have You Forgotten und das gleichnamige Titellied wurden Nummer eins in den jeweiligen Countrycharts. Das Album erreichte auch Platz 4 der Billboard 200 und verkaufte sich über eine halbe Million Mal, wofür es mit Gold ausgezeichnet wurde.
Ende 2004 war dann das nächste Album fertiggestellt, das den Namen des Sängers als Titel trug. Zwar verschaffte es ihm mit Awful, Beautiful Life seinen dritten Nummer-eins-Song, ansonsten blieb es aber deutlich hinter dem vorherigen Erfolg zurück. Es folgten in den kommenden Jahren zwei weitere Alben vor denen er jeweils das Label wechselte. Alben und Songs platzierten sich zwar weiterhin in den Charts, erreichten aber keine Spitzenplatzierungen mehr.
2007 posierte Worley nackt für das amerikanische Playgirl-Magazin.
Gleich zwei seiner Alben blieben trotz Singleauskopplungen bisher unveröffentlicht. Das 2010 für Stroudavarious Records eingespielte Album God & Country sowie 2012 One Time Around von Tenacity Records.

## Diskografie

### Alben
| Jahr | Titel                            | Höchstplatzierung, Gesamtwochen, AuszeichnungChartplatzierungen (Jahr, Titel, Platzierungen, Wochen, Auszeichnungen, Anmerkungen) | Höchstplatzierung, Gesamtwochen, AuszeichnungChartplatzierungen (Jahr, Titel, Platzierungen, Wochen, Auszeichnungen, Anmerkungen) | Anmerkungen |
| Jahr | Titel                            | US | Country | Anmerkungen |
| ---- | -------------------------------- | --- | --- | ----------- |
| 2000 | Hard Rain Don’t Last             | — | Country33 (51 Wo.)Country |             |
| 2002 | I Miss My Friend                 | US21 (13 Wo.)US | Country1 (40 Wo.)Country |             |
| 2003 | Have You Forgotten               | US4 Gold · (22 Wo.)US | Country1 (42 Wo.)Country |             |
| 2004 | Darryl Worley                    | US72 (2 Wo.)US | Country12 (41 Wo.)Country |             |
| 2006 | Here and Now                     | US187 (1 Wo.)US | Country35 (16 Wo.)Country |             |
| 2009 | Sounds Like Life                 | US172 (1 Wo.)US | Country26 (19 Wo.)Country |             |
| 2019 | Second Wind: Latest And Greatest | — | — |             |
| 2021 | 22                               | — | — |             |

### Singles
| Jahr | Titel Album                                | Höchstplatzierung, Gesamtwochen, AuszeichnungChartplatzierungen (Jahr, Titel, Album, Platzierungen, Wochen, Auszeichnungen, Anmerkungen) | Höchstplatzierung, Gesamtwochen, AuszeichnungChartplatzierungen (Jahr, Titel, Album, Platzierungen, Wochen, Auszeichnungen, Anmerkungen) | Anmerkungen                                             |
| Jahr | Titel Album                                | US | Country | Anmerkungen                                             |
| ---- | ------------------------------------------ | --- | --- | ------------------------------------------------------- |
| 2000 | When You Need My Love Hard Rain Don’t Last | US75 (15 Wo.)US | Country15 (24 Wo.)Country |                                                         |
| 2000 | A Good Day to Run Hard Rain Don’t Last     | US76 (9 Wo.)US | Country12 (24 Wo.)Country |                                                         |
| 2001 | Second Wind Hard Rain Don’t Last           | — | Country20 (20 Wo.)Country |                                                         |
| 2001 | Sideways Hard Rain Don’t Last              | — | Country41 (9 Wo.)Country |                                                         |
| 2002 | I Miss My Friend                           | US28 (20 Wo.)US | Country1 (32 Wo.)Country |                                                         |
| 2002 | Family Tree I Miss My Friend               | — | Country26 (20 Wo.)Country |                                                         |
| 2003 | Have You Forgotten?                        | US22 (20 Wo.)US | Country1 (20 Wo.)Country |                                                         |
| 2003 | Tennessee River Run Have You Forgotten?    | — | Country31 (19 Wo.)Country |                                                         |
| 2003 | I Will Hold My Ground Have You Forgotten?  | — | Country57 (3 Wo.)Country |                                                         |
| 2004 | Awful, Beautiful Life Darryl Worley        | US30 (20 Wo.)US | Country1 (33 Wo.)Country |                                                         |
| 2005 | If Something Should Happen Darryl Worley   | US75 (9 Wo.)US | Country9 (21 Wo.)Country |                                                         |
| 2005 | I Love Her, She Hates Me Darryl Worley     | — | Country56 (1 Wo.)Country |                                                         |
| 2006 | Nothin’ but a Love Thang Here and Now      | — | Country35 (19 Wo.)Country |                                                         |
| 2006 | I Just Came Back from a War Here and Now   | — | Country18 (21 Wo.)Country | zudem Platz 15 in den US Bubbling Under Hot 100 Singles |
| 2007 | Livin’ in the Here and Now Here and Now    | — | Country54 (6 Wo.)Country |                                                         |
| 2008 | Tequila on Ice Sounds Like Life to Me      | — | Country44 (11 Wo.)Country |                                                         |
| 2009 | Sounds Like Life to Me                     | US84 (11 Wo.)US | Country11 (36 Wo.)Country |                                                         |
| 2010 | Best Of Both Worlds Sounds Like Life       | — | Country43 (12 Wo.)Country |                                                         |
| 2010 | Keep The Change God & Country              | — | Country46 (11 Wo.)Country | Album unveröffentlicht                                  |
| 2012 | You Still Got It One Time Around           | — | Country40 (23 Wo.)Country | Album unveröffentlicht                                  |

Weitere Singles
- 2016: Rainmaker
- 2017: Lonely Alone